# الدوري الألماني 2017–18
الدوري الألماني 2017–18 هو الموسم الخامس والخمسون من الدوري الألماني، شارك في هذا الموسم 18 نادياً، حامل اللقب هو نادي بايرن ميونخ.
يدافع فريق بايرن ميونيخ عن لقبه أمام 17 فريقا آخر بينهم فريقان صاعدان من الدرجة الثانية.
6 مراكز ستؤهل للمسابقات الأوروبية، وذلك حسب الترتيب النهائي، حيث ستشارك 4 فرق في دوري أبطال أوروبا مباشرة؛ كما سيشارك فريق آخر في الدوري الأوروبي مباشرة؛ في حين سيلعب الفريق صاحب المركز السادس مرحلة الإقصائيات من أجل المشاركة في نفس البطولة. كما قد يٌشارك فريق ألماني آخر في تلك المسابقة الأوروبية وذلك حسب الفائز بكأس ألمانيا. وفي حالة مشاركة بطل الكأس في دوري الأبطال فسيتأهل صاحب المركز السابع في الدوري، أما الفريقين صاحبي المركزين السابع عشر والثامن عشر فسيهبطان مباشرة لدوري الدرجة الثانية الألماني. بينما يلعب صاحب المركز السادس عشر ملحق البقاء أو الهبوط أمام صاحب المركز الثالث من دوري الدرجة الثانية.

## التغييرات

### تغييرات الأندية
| الصاعدون إلى الدرجة الأولى 2016-17 | الهابطون إلى الدرجة الثانية 2016-17 |
| ---------------------------------- | ----------------------------------- |
| شتوتغارت                           | إنغولشتات 04                        |
| هانوفر 96                          | دارمشتات 98                         |

### تغييرات المدربين
| الفريق           | المدرب السابق           | سبب الرحيل            | تاريخ الرحيل   | المدرب الحالي           | تاريخ القدوم   |
| ---------------- | ----------------------- | --------------------- | -------------- | ----------------------- | -------------- |
| ماينتس 05        | مارتن شميدت             | إخلاء سبيله           | 22 مايو 2017   | ساندرو شفارتس           | 31 مايو 2017   |
| بوروسيا دورتموند | توماس توخل              | إخلاء سبيله           | 30 مايو 2017   | بيتر بوش                | 6 يونيو 2017   |
| باير ليفركوزن    | طيفون كوركوت            | نهاية العقد           | 13 مايو 2017   | هايكو هيرليتش           | 9 يونيو 2017   |
| شالكه 04         | ماركوس فاينتسيرل        | إخلاء سبيله           | 9 يونيو 2017   | دومينيكو تيديسكو        | 9 يونيو 2017   |
| فولفسبورغ        | أندرييس يونكر           | إخلاء سبيله           | 18 سبتمبر 2017 | مارتن شميدت             | 18 سبتمبر 2017 |
| بايرن ميونخ      | كارلو أنشيلوتي          | إخلاء سبيله           | 28 سبتمبر 2017 | ويلي سانيول (مدرب مؤقت) | 28 سبتمبر 2017 |
| بايرن ميونخ      | ويلي سانيول (مدرب مؤقت) | انتهاء الفترة المؤقتة | 6 أكتوبر 2017  | يوب هاينكس              | 6 أكتوبر 2017  |

## الأندية المشاركة
| النادي               | الموقع       | الملعب                  | السعة  | الكابتن           | المدرب             |
| -------------------- | ------------ | ----------------------- | ------ | ----------------- | ------------------ |
| آوغسبورغ             | آوغسبورغ     | آوغسبورغ أرينا          | 30,660 | دانييل باير       | مانويل باوم        |
| آينتراخت فرانكفورت   | فرانكفورت    | كومرتسبانك أرينا        | 51,500 | ألكسندر ماير      | نيكو كوفاتش        |
| باير 04 ليفركوزن     | ليفركوزن     | باي أرينا               | 30,000 | لارس بيندر        | هايكو هيرليتش      |
| بايرن ميونخ          | ميونخ        | أليانز أرينا            | 75,000 | مانويل نوير       | يوب هاينكس         |
| بوروسيا دورتموند     | دورتموند     | سيغنال إيدونا بارك      | 81,360 | مارسيل شميلتسر    | بيتر بوش           |
| بوروسيا مونشنغلادباخ | مونشنغلادباخ | بوروسيا بارك            | 54,014 | لارس شتيندل       | ديتر هيكينغ        |
| شالكه 04             | غيلسنكيرشن   | فيلتينس أرينا           | 62,271 | رالف فاهرمان      | دومينيكو تيديسكو   |
| شتوتغارت             | شتوتغارت     | مرسيدس بنز أرينا        | 60,449 | كريستيان غينتنر   | هانز فولف          |
| فرايبورغ             | فرايبورغ     | ملعب شفارتسفالد         | 24,000 | جوليان شوستر      | كريستيان شترايش    |
| فولفسبورغ            | فولفسبورغ    | فولكسفاغن أرينا         | 30,000 | ماريو غوميز       | مارتن شميدت        |
| فيردر بريمن          | بريمن        | فيسر شتاديون            | 42,100 | زلاتكو يونوزوفيتش | ألكسندر نوري       |
| كولن                 | كولن         | ملعب راين إنرجي         | 49,968 | ماتياس ليمان      | بيتر شتوغر         |
| لايبزيغ              | لايبزيغ      | ريد بل أرينا            | 42,558 | فيلي أوربان       | رالف هازنهوتل      |
| ماينتس 05            | ماينز        | أوبل أرينا              | 34,000 | شتيفان بيل        | ساندرو شفارتس      |
| هامبورغ              | هامبورغ      | ملعب فولكسبارك          | 57,000 | غوتوكو ساكاي      | ماركوس غيسدول      |
| هانوفر 96            | هانوفر       | إتش دي آي أرينا         | 49,000 | إدغار بريب        | أندريه برايتنرايتر |
| هوفنهايم             | سينسهايم     | فيرسول راين نيكار أرينا | 30,150 | إيوجين بولانسكي   | جوليان ناغلسمان    |
| هيرتا برلين          | برلين        | الملعب الأولمبي         | 74,475 | وداد إيبيشيفيتش   | بال دارداي         |

## التوزيع الجغرافي للأندية
| الولاية              | العدد | الأندية                                                                  |
| -------------------- | ----- | ------------------------------------------------------------------------ |
| شمال الراين-وستفاليا | 5     | باير 04 ليفركوزن، بوروسيا دورتموند، بوروسيا مونشنغلادباخ، شالكه 04، كولن |
| بادن-فورتمبيرغ       | 3     | شتوتغارت، فرايبورغ، هوفنهايم                                             |
| بافاريا              | 2     | آوغسبورغ، بايرن ميونخ                                                    |
| سكسونيا السفلى       | 2     | فولفسبورغ، هانوفر 96                                                     |
| برلين                | 1     | هيرتا برلين                                                              |
| بريمن                | 1     | فيردر بريمن                                                              |
| راينلند بالاتينات    | 1     | ماينتس 05                                                                |
| ساكسونيا             | 1     | آر بي لايبزيغ                                                            |
| هامبورغ              | 1     | هامبورغ                                                                  |
| هسن                  | 1     | آينتراخت فرانكفورت                                                       |

## المسابقة

### الترتيب
يعتمد ترتيب الفرق في الدول الألماني على عدد النقاط، حيث يحصل الفائز في المباراة على ثلاث نقاط، أما في حالة التعادل فيحصل الفريقان على نقطة وحيدة، في حين صفر نقطة في حالة الخسارة.
عند تعادل فريقين أو أكثر في ترتيب الدوري، يتم اللجوء إلى فرق الأهداف في المباريات المباشرة، ثم فرق الأهداف بصفة عامة، وفي حالة استمرارية التعادل سيتم اللجوء إلى حساب عدد الأهداف المسجلة من طرف كل فريق.
| مفاتيح الألوان                                     |
| -------------------------------------------------- |
| يتأهل إلى دوري أبطال أوروبا - مرحلة المجموعات.     |
| يتأهل إلى دوري أبطال أوروبا - جولة التصفيات.       |
| يتأهل إلى الدوري الأوروبي - مرحلة المجموعات.       |
| يتأهل إلى الدوري الأوروبي - الدور التمهيدي الثالث. |
| مباراة فاصلة للهبوط.                               |
| يهبط إلى دوري الدرجة الثانية.                      |

| النادي              | لعب | فاز | تعادل | خسر | له | عليه | الفرق | النقاط |
| ------------------- | --- | --- | ----- | --- | -- | ---- | ----- | ------ |
| هرتا برلين          | 0   | 0   | 0     | 0   | 0  | 0    | 0     | 0      |
| فيردر بريمن         | 0   | 0   | 0     | 0   | 0  | 0    | 0     | 0      |
| كولن                | 0   | 0   | 0     | 0   | 0  | 0    | 0     | 0      |
| بروسيا دورتموند     | 0   | 0   | 0     | 0   | 0  | 0    | 0     | 0      |
| فرايبورغ            | 0   | 0   | 0     | 0   | 0  | 0    | 0     | 0      |
| هوفنهايم            | 0   | 0   | 0     | 0   | 0  | 0    | 0     | 0      |
| آر بي لايبزيغ       | 0   | 0   | 0     | 0   | 0  | 0    | 0     | 0      |
| بايرن ميونيخ        | 0   | 0   | 0     | 0   | 0  | 0    | 0     | 0      |
| بروسيا مونشنغلادباخ | 0   | 0   | 0     | 0   | 0  | 0    | 0     | 0      |
| شالكه 04            | 0   | 0   | 0     | 0   | 0  | 0    | 0     | 0      |
| آينتراخت فرانكفورت  | 0   | 0   | 0     | 0   | 0  | 0    | 0     | 0      |
| بايرن ليفركوزن      | 0   | 0   | 0     | 0   | 0  | 0    | 0     | 0      |
| آوغسبورغ            | 0   | 0   | 0     | 0   | 0  | 0    | 0     | 0      |
| هامبورغ             | 0   | 0   | 0     | 0   | 0  | 0    | 0     | 0      |
| ماينتس 05           | 0   | 0   | 0     | 0   | 0  | 0    | 0     | 0      |
| فولفسبورغ           | 0   | 0   | 0     | 0   | 0  | 0    | 0     | 0      |
| شتوتغارت            | 0   | 0   | 0     | 0   | 0  | 0    | 0     | 0      |
| هانوفر 96           | 0   | 0   | 0     | 0   | 0  | 0    | 0     | 0      |

### متذيلي الدوري بعد كل جولة
| الفائز بالدوري الألماني 2017–18              |
| -------------------------------------------- |
| بايرن ميونخ للمرة الثامنة والعشرين في تاريخه |

## المباريات الفاصلة للهبوط

### مباراة الذهاب
| فولفسبورغ                           | 3 - 1 | هولشتاين كيل |
| ----------------------------------- | ----- | ------------ |
| أوريغي 13' · بريكالو 40' · مالي 56' |       | شيندلر 34'   |

### مباراة الإياب
| هولشتاين كيل | 0 - 1 | فولفسبورغ |
| ------------ | ----- | --------- |
|              |       | كنوخه 75' |

فاز فولفسبورغ بمجموع 4 - 1 وبهذا يبقى في الدرجة الأولى

## ترتيب الهدافين

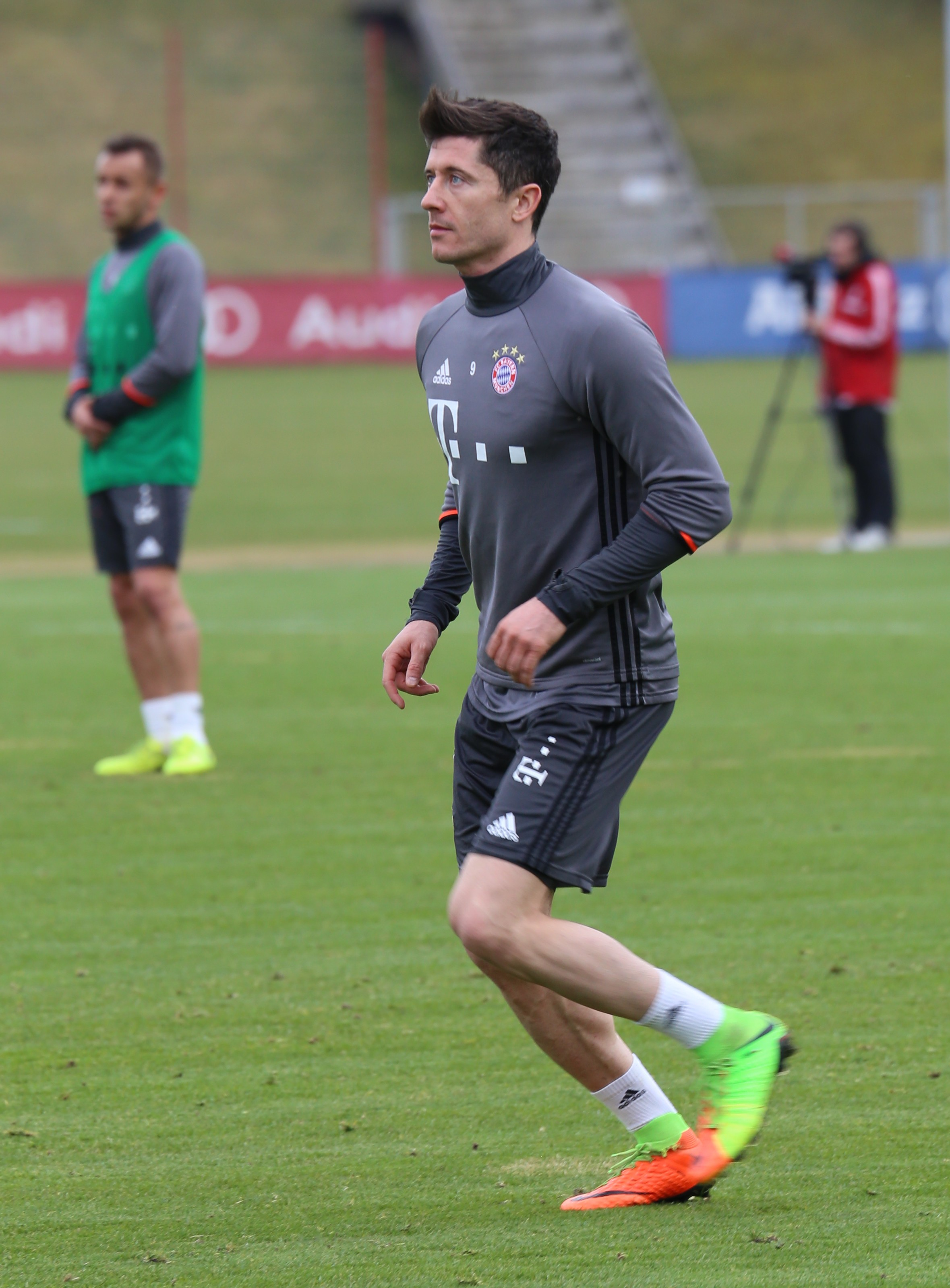
روبرت ليفاندوفسكي

| #  | اللاعب                 | النادي                 | عدد الأهداف |
| -- | ---------------------- | ---------------------- | ----------- |
| 1  | روبرت ليفاندوفسكي      | بايرن ميونخ            | 29          |
| 2  | نيلس بيترسن            | فرايبورغ               | 15          |
| 3  | نيكلاس فولكروغ         | هانوفر 96              | 14          |
| 3  | مارك أوت               | هوفنهايم               | 14          |
| 3  | كيفن فولاند            | باير ليفركوزن          | 14          |
| 6  | بيير إيميريك أوباميانغ | بوروسيا دورتموند       | 13          |
| 6  | مايكل غريغوريتش        | آوغسبورغ               | 13          |
| 6  | أندري كراماريتش        | هوفنهايم               | 13          |
| 6  | تيمو فيرنر             | آر بي لايبزيغ          | 13          |
| 10 | ألفريد فينبوغاسون      | آوغسبورغ               | 12          |
| 10 | سالومون كالو           | هيرتا برلين            | 12          |
| 10 | ساندرو فاغنر           | هوفنهايم / بايرن ميونخ | 12          |

1. ↑  أوباميانغ انتقل إلى آرسنال الانجليزي في الانتقالات الشتوية
2. ↑  فاغنر انتقل إلى بايرن ميونخ في الانتقالات الشتوية